# Zhu Lin (tennis)
Pour les articles homonymes, voir Zhu et Zhu Lin (homonymie).
Dans ce nom chinois, le nom de famille, Zhu, précède le nom personnel.
Zhu Lin, née le 28 janvier 1994 à Wuxi, est une joueuse de tennis chinoise, professionnelle depuis 2012.
Elle compte à son palmarès un titre en simple et un en double sur le circuit WTA, un titre en simple et un en double en WTA 125 ainsi que 15 titres en simple et six en double sur le circuit ITF.

## Carrière

### Débuts
En 2017, Zhu Lin remporte en double son premier titre WTA 125 à Zhengzhou avec sa compatriote Han Xinyun. Elles battent en finale la paire Jacqueline Cako - Julia Glushko (7-5, 6-1).
En 2019, elle remporte son premier titre en double sur le circuit WTA à Nanchang (Jiangxi Open) aux côtés de Wang Xinyu. En finale, elles éliminent Peng Shuai - Zhang Shuai (6-2, 7-6).

### 2021: premier titre en simple en WTA 125
Zhu Lin passe rarement le 1er tour des tournois où elle est engagée, mais réussit néanmoins à franchir cette étape lors de l'Open d'Australie et à Wimbledon (sortie par la Belge Elise Mertens dans les deux cas). Elle crée la surprise lors du tournoi de Séoul. Tête de série numéro 2 et exemptée de premier tour, elle passe sur un score d'un double 6-1 Peangtarn Plipuech, puis Isabella Shinikova (6-3 6-0) et Anastasia Kulikova (6-1 7-6). Elle remporte son premier titre en catégorie WTA 125 face à la tête de série n° 1, la Française Kristina Mladenovic, sur un score en deux sets (6-0 6-4).

### 2022: victoires sur le circuit ITF et finale en double
Elle se présente au tournoi Melbourne 2. Elle arrive au 2e tour après avoir sorti Samantha Stosur. 
Après maintes défaites en phases qualificatives ou au premier tour, elle se présente en ITF. Lors du tournoi d'Irapuato elle remporte le titre. Elle sort Ana Paula Martinez Mora sur un double 6-0 dès le 1er tour. Ensuite Quinn Gleason (6-1 6-4), Jamie Loeb (6-7 6-2 6-3). Elle arrive en finale après avoir éliminé Anastasia Tikhonova (6-2 6-0). Elle s'adjuge le titre face à Rebecca Marino (6-4 6-1).
À Monastir, lors de la 5e levée du tournoi, elle remporte un nouveau titre sur le circuit ITF. Elle sort Olga Helmi (6-3 6-1), Arlinda Rushiti (7-5 6-3), Nigina Abduraimova (6-4 6-2), Rosa Vicens Mas (6-1 6-1) et Victoria Mboko (6-1 4-6 6-4). Elle remporte aussi le tournoi à Landisville la même année.
Sur le circuit principal, elle obtient quelques résultats surtout en fin d'année, mais perd son titre à Séoul. Après avoir éliminé Jang Su-jeong et Ankita Raina. Elle perd en quarts face à Tatjana Maria sur un score sévère (6-1 6-1). Parmi ses victoires, notons celle à Guadalajara face à Alizé Cornet. Elle obtient aussi d'assez bons résultats à Tampico en arrivant en demi-finale. Elle y élimine Julia Grabher, Varvara Gracheva et Kateřina Siniaková. Elle sera sortie du tournoi par la future lauréate, Elisabetta Cocciaretto.

### 2023: huitième lors de l'Open d'Australie, premier titre en simple et premières victoires sur des top 10
À Auckland, elle passe deux tours face à Madison Brengle et Venus Williams, avant d'être sortie par Coco Gauff. 
Elle confirme sa progression durant l'Open d'Australie, où elle élimine Rebecca Marino puis Jil Teichmann, tête de série no 32, et María Sákkari (no 6) ; elle atteint ainsi les huitièmes de finale, où elle perd contre Victoria Azarenka.
Au tournoi de Hua Hin, elle sort Wang Xiyu (tête de série no 3), puis écarte successivement Jang Su-jeong, Tamara Zidanšek et Wang Xinyu avant de remporter son premier trophée sur le circuit principal en battant l'Ukrainienne Lesia Tsurenko en finale (6-4 6-4). Ce résultat lui assure d'entrer dans le top 50 et d'améliorer son meilleur classement (41e). Dans le même tournoi, elle rate de peu le doublé en atteignant la finale du double au côté de Wang Xinyu, s'inclinant contre Chan Hao-ching et Wu Fang-hsien.
En mars de la même année, elle refait sensation à Monterrey en se hissant jusqu'en demi-finale. 5e tête de série, elle élimine coup sur coup Anna Bondár, Rebecca Marino et Caroline Dolehide. Elle sera sortie par la future lauréate Donna Vekić.
À Birmingham, classée 39e mondiale, elle passe le premier tour Katie Boulter  (7-5 7-5) et surtout plus facilement la 20e mondiale (et 3e tête de série), Magda Linette (6-3 6-0). Elle se retrouve face à Rebecca Marino. Elle rallie les demi-finales après avoir éliminé cette dernière en trois sets (4-6 6-3 6-2). Mais, elle perd face à la 1re tête de série Barbora Krejčíková sur un score sévère (6-3 6-2).
Malgré une défaite face à la première joueuse mondiale (Iga Świątek) à Wimbledon. Associée à Wu Fang-hsien en double, elle passe deux tours. Elles éliminent la paire belge Ysaline Bonaventure - Maryna Zanevska (6-2 6-2) et la paire composée de Kateryna Baindl et Daria Saville (6-4 6-3). Elles seront sorties du tournoi par la paire sino-américaine Caroline Dolehide - Zhang Shuai; tête de série numéro 16. Elles remportent toutefois un set sur trois (3-6 6-3 4-6).
Elle ne passe qu'un seul tour passé à Varsovie, elle remonte à la 38e place mondiale.

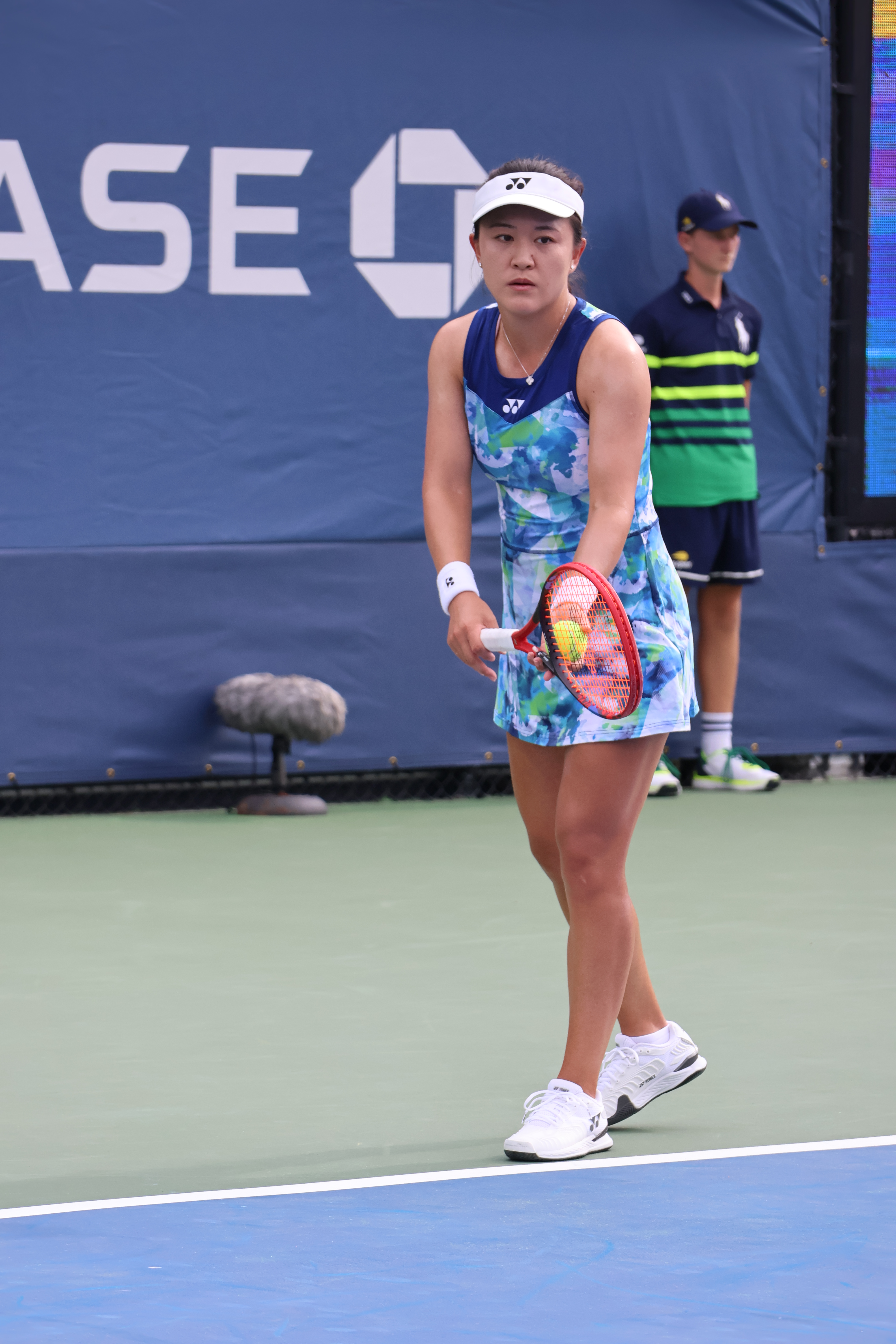
Zhu Lin (US Open 2023)

Elle se rend à Cleveland où elle enchaine coup sur coup des victoires sur la 8e tête de série, Anna Blinkova (6-0 6-3), puis Julia Grabher (6-4 6-2). Elle vainc ensuite la 1e tête de série et septième mondiale, Caroline Garcia (6-4 6-1), décrochant ainsi sa seconde victoire sur une top 10 dans l'année. Sur le score de 7-5 6-2, elle perd en demi-finale face à Ekaterina Alexandrova.
44e mondiale, elle bat la 33e mondiale, Mayar Sherif en deux sets (6-3 7-5) au premier tour de ll'US Open. Puis en deux sets (6-3 6-3), elle vainc l'ex numéro une mondiale et 18e tête de série, Victoria Azarenka. Elle se retrouve face à Belinda Bencic, 15e tête de série au tour suivant. Elle perd à ce stade 7-6 2-6 6-3.
Première tête de série à Osaka, aussi bien en simple qu'en double (associée à Latisha Chan). En simple; elle passe le 1e tour face à sa compatriote Wang Xiyu (6-4 6-4) et par la suite vainc la locale Moyuka Uchijima (6-4 4-6 6-1). À ce stade, elle rejoint Elizabeth Mandlik en quart de finale. Elle bat l'américaine 6-4 6-2. En demi-finale, elle se confronte à son ex partenaire de double Wang Xinyu. Elle remporte le match (7-5 7-6). Elle se retrouve en finale pour la 2e fois de l'année. Cette fois-ci face à Ashlyn Krueger et perd en deux sets (6-3 7-6).
Fin septembre 2023, en-dehors du circuit WTA, elle participe aux Jeux asiatiques à Hangzhou (initialement prévus en 2022 mais reportés cause de la pandémie de Covid-19) et elle y remporte la médaille d'argent en simple.

### 2024: finale à Hua Hin
Elle commence l'année par le tournoi de Hobart ; tête de série no 3, elle y atteint les 1/4 de finale. 32e mondiale, elle se rend ensuite à l'Open d'Australie, où elle est tête de série no 29, mais où elle essuie un échec d'entrée face à Océane Dodin.
Elle s'aligne à Hua Hin pour défendre son titre. Elle passe tour à tour Taylah Preston, Linda Fruhvirtová, Arina Rodionova et sa compatriote Wang Yafan pour rallier la finale, où elle perd son titre face à Diana Shnaider (3-6 6-2 1-6).
Le reste de l'année est très décevant ne parvenant pas au delà du second tour lors des divers tournois.

### 2025: dégringolade dans le classement
Elle enchaîne les défaites précoces jusqu’au tournoi de Goyang. Lors de ce tournoi, elle parvient en finale mais perd à ce stade. En juin, elle est classée 309e mondiale, son plus mauvais classement depuis fort longtemps. 
Il lui faut attendre Montréal  pour de nouveau faire parler d'elle. Classée à la 493e place mondiale, elle élimine Varvara Gracheva (6-4 7-6); et la 12e tête de série,Ekaterina Alexandrova (1-6 6-2 6-4). Elle passe ensuite le 3e tour face à Suzan Lamens (6-2 6-2).

## Palmarès

### Titre en simple dames
| No | Date       | Nom et lieu du tournoi | Catégorie | Dotation  | Surface    | Finaliste      | Score    |          |
| -- | ---------- | ---------------------- | --------- | --------- | ---------- | -------------- | -------- | -------- |
| 1  | 30-01-2023 | Thailand Open, Hua Hin | WTA 250   | 259 303 $ | Dur (ext.) | Lesia Tsurenko | 6-4, 6-4 | Parcours |

### Finales en simple dames
| No | Date       | Nom et lieu du tournoi            | Catégorie | Dotation  | Surface    | Vainqueure     | Score         |          |
| -- | ---------- | --------------------------------- | --------- | --------- | ---------- | -------------- | ------------- | -------- |
| 1  | 11-09-2023 | Kinoshita Group Japan Open, Osaka | WTA 250   | 259 303 $ | Dur (ext.) | Ashlyn Krueger | 6-3, 7-66     | Parcours |
| 2  | 29-01-2024 | Thailand Open, Hua Hin            | WTA 250   | 267 082 $ | Dur (ext.) | Diana Shnaider | 6-3, 2-6, 6-1 | Parcours |

### Titre en double dames
| No | Date       | Nom et lieu du tournoi | Catégorie | Dotation  | Surface      | Partenaire | Finalistes             | Score     |          |
| -- | ---------- | ---------------------- | --------- | --------- | ------------ | ---------- | ---------------------- | --------- | -------- |
| 1  | 09-09-2019 | Jiangxi Open Nanchang  | Intern'l  | 226 750 $ | Terre (ext.) | Wang Xinyu | Peng Shuai Zhang Shuai | 6-2, 7-65 | Parcours |

### Finales en double dames
| No | Date       | Nom et lieu du tournoi        | Catégorie | Dotation  | Surface    | Vainqueures                        | Partenaire | Score     |          |
| -- | ---------- | ----------------------------- | --------- | --------- | ---------- | ---------------------------------- | ---------- | --------- | -------- |
| 1  | 21-02-2022 | Abierto Akron Zapopan Zapopan | WTA 250   | 239 477 $ | Dur (ext.) | Kaitlyn Christian Lidziya Marozava | Wang Xinyu | 7-5, 6-3  | Parcours |
| 2  | 30-01-2023 | Thailand Open Hua Hin         | WTA 250   | 259 303 $ | Dur (ext.) | Chan Hao-ching Wu Fang-hsien       | Wang Xinyu | 6-1, 7-66 | Parcours |

### Titre en simple en WTA 125
| No | Date       | Nom et lieu du tournoi | Catégorie | Dotation  | Surface    | Finaliste           | Score    |          |
| -- | ---------- | ---------------------- | --------- | --------- | ---------- | ------------------- | -------- | -------- |
| 1  | 20-12-2021 | Korea Open, Séoul      | WTA 125   | 115 000 $ | Dur (int.) | Kristina Mladenovic | 6-0, 6-4 | Parcours |

### Titre en double en WTA 125
| No | Date       | Nom et lieu du tournoi   | Catégorie | Dotation  | Surface    | Partenaire | Finalistes                    | Score    |          |
| -- | ---------- | ------------------------ | --------- | --------- | ---------- | ---------- | ----------------------------- | -------- | -------- |
| 1  | 17-04-2017 | Zhengzhou Open Zhengzhou | WTA 125   | 125 000 $ | Dur (ext.) | Han Xinyun | Jacqueline Cako Julia Glushko | 7-5, 6-1 | Parcours |

### Finale en double en WTA 125
| No | Date       | Nom et lieu du tournoi | Catégorie | Dotation  | Surface      | Vainqueures                   | Partenaire       | Score             |          |
| -- | ---------- | ---------------------- | --------- | --------- | ------------ | ----------------------------- | ---------------- | ----------------- | -------- |
| 1  | 13-05-2024 | Trophée Clarins Paris  | WTA 125   | 115 000 $ | Terre (ext.) | Asia Muhammad Aldila Sutjiadi | Monica Niculescu | 7-63, 6-4, [11-9] | Parcours |

## Parcours en Grand Chelem

### En simple dames
| Année | Open d'Australie | Open d'Australie    | Internationaux de France | Internationaux de France | Wimbledon       | Wimbledon             | US Open        | US Open        |
| ----- | ---------------- | ------------------- | ------------------------ | ------------------------ | --------------- | --------------------- | -------------- | -------------- |
| 2015  | —                | —                   | —                        | —                        | 1er tour (1/64) | Aliaksandra Sasnovich | —              | —              |
|       |                  |                     |                          |                          |                 |                       |                |                |
| 2017  | 1er tour (1/64)  | Jeļena Ostapenko    | —                        | —                        | —               | —                     | —              | —              |
| 2018  | 1er tour (1/64)  | Hsieh Su-wei        | —                        | —                        | —               | —                     | —              | —              |
| 2019  | 1er tour (1/64)  | Margarita Gasparyan | 1er tour (1/64)          | Irina-Camelia Begu       | 1er tour (1/64) | Karolína Plíšková     | 2e tour (1/32) | Madison Keys   |
| 2020  | 2e tour (1/32)   | Alison Riske        | —                        | —                        | Annulé          | Annulé                | —              | —              |
| 2021  | 2e tour (1/32)   | Elise Mertens       | 1er tour (1/64)          | Jessica Pegula           | 2e tour (1/32)  | Elise Mertens         | —              | —              |
| 2022  | —                | —                   | 1er tour (1/64)          | Veronika Kudermetova     | 1er tour (1/64) | Yanina Wickmayer      | —              | —              |
| 2023  | 1/8 de finale    | Victoria Azarenka   | 1er tour (1/64)          | Lauren Davis             | 1er tour (1/64) | Iga Świątek           | 3e tour (1/16) | Belinda Bencic |
| 2024  | 1er tour (1/64)  | Océane Dodin        | 1er tour (1/64)          | Elina Avanesyan          | 3e tour (1/16)  | Lulu Sun              | —              | —              |
| 2025  | Q1               | Séléna Janicijevic  | —                        | —                        | 1er tour (1/64) | Veronika Kudermetova  |                |                |

N.B. : à droite du résultat se trouve le nom de l'ultime adversaire.

### En double dames
| Année | Open d'Australie                                                                       | Open d'Australie                                                             | Internationaux de France                                                         | Internationaux de France                                                              | Wimbledon                                                                     | Wimbledon | US Open | US Open |
| ----- | -------------------------------------------------------------------------------------- | ---------------------------------------------------------------------------- | -------------------------------------------------------------------------------- | ------------------------------------------------------------------------------------- | ----------------------------------------------------------------------------- | --------- | ------- | ------- |
| 2020  | 2e tour (1/16) Han X. \|\| style="text-align:left;" \| H. Carter L. Stefani            | —                                                                            | —                                                                                | Annulé                                                                                | Annulé                                                                        | —         | —       |         |
| 2021  | 2e tour (1/16) M. Barthel \|\| style="text-align:left;" \| A. Krunić M. Trevisan       | —                                                                            | —                                                                                | 1er tour (1/32) M. Brengle \|\| style="text-align:left;" \| A. Blinkova A.L. Friedsam | —                                                                             | —         |         |         |
| 2022  | —                                                                                      | —                                                                            | 2e tour (1/16) Han X. \|\| style="text-align:left;" \| L. Kichenok J. Ostapenko  | 2e tour (1/16) Han X. \|\| style="text-align:left;" \| A. Muhammad E. Shibahara       | 1er tour (1/32) Wang Xn. \|\| style="text-align:left;" \| A. Bondár G. Minnen |           |         |         |
| 2023  | 1er tour (1/32) A. Blinkova \|\| style="text-align:left;" \| C. Dolehide A. Kalinskaya | 1er tour (1/32) R. Marino \|\| style="text-align:left;" \| Xu Y. Yang Z.     | 1/8 de finale Wu F.-h. \|\| style="text-align:left;" \| Dolehide Zhang S.        | 2e tour (1/16) Wu F.-h. \|\| style="text-align:left;" \| G. Dabrowski E. Routliffe    |                                                                               |           |         |         |
| 2024  | 1/8 de finale Wu F.-h. \|\| style="text-align:left;" \| L. Kichenok J. Ostapenko       | 1er tour (1/32) Wu F.-h. \|\| style="text-align:left;" \| M. Lumsden Wang Y. | 1er tour (1/32) Wang X. \|\| style="text-align:left;" \| E. Appleton L. Miyazaki | —                                                                                     | —                                                                             |           |         |         |
| 2025  | —                                                                                      | —                                                                            | —                                                                                | —                                                                                     | 1er tour (1/32) Tang Q. \|\| style="text-align:left;" \| Jiang X. Wu F.-h.    |           |         |         |

N.B. : le nom de la partenaire se trouve sous le résultat ; les noms des ultimes adversaires se trouvent à droite.

## Parcours en «Premier» et WTA 1000
Les tournois WTA « Premier Mandatory » et « Premier 5 » (entre 2009 et 2020) et WTA 1000 (à partir de 2021) constituent les catégories d'épreuves les plus prestigieuses, après les quatre levées du Grand Chelem. 

De 2009 à 2023, les tournois Premier Mandatory (dits tournois WTA 1000 obligatoires entre 2021 et 2023) regroupent Indian Wells, Miami, Madrid et Pékin, les autres constituant les tournois Premier 5 (tournois WTA 1000 non-obligatoires). À partir de 2024, le nombre de tournois WTA 1000 passe à 10 par saison (fin de l’alternance Doha / Dubaï), ces derniers devenant tous obligatoires et offrant tous 1000 points à la vainqueure (contre 900 points précédemment pour les tournois Premier 5).

### En simple dames
| Année |       |                            |                             |                              |                           |                            |                            |                                 |                              |                              |  |                             |
| Doha  | Dubaï | Indian Wells               | Miami                       | Madrid                       | Rome                      | Canada                     | Cincinnati                 | Pékin                           |                              | Wuhan                        |  |                             |
| Doha  | Dubaï | Indian Wells               | Miami                       | Madrid                       | Rome                      | Canada                     | Cincinnati                 | Pékin                           | Guadalajara                  |                              |  |                             |
| Doha  | Dubaï | Indian Wells               | Miami                       | Madrid                       | Rome                      | Canada                     | Cincinnati                 | Pékin                           |                              |                              |  |                             |
| 2014  |       |                            | WTA 500                     |                              |                           |                            |                            |                                 |                              | 2e tour (1/32) S. Halep      |  |                             |
| 2015  |       | WTA 500                    |                             | 2e tour (1/32) S. Errani     |                           |                            |                            |                                 |                              |                              |  |                             |
|       |       |                            |                             |                              |                           |                            |                            |                                 |                              |                              |  |                             |
| 2017  |       | WTA 500                    | 1er tour (1/32) E. Makarova |                              |                           |                            |                            |                                 |                              | 1er tour (1/32) E. Svitolina |  |                             |
|       |       |                            |                             |                              |                           |                            |                            |                                 |                              |                              |  |                             |
| 2019  |       | WTA 500                    | 2e tour (1/16) L. Tsurenko  | 1er tour (1/64) M. Barthel   |                           |                            |                            |                                 |                              |                              |  | 1er tour (1/32) E. Rybakina |
|       |       |                            |                             |                              |                           |                            |                            |                                 |                              |                              |  |                             |
| 2022  |       |                            | WTA 500                     |                              |                           |                            |                            |                                 |                              | Hors calendrier              |  | 2e tour (1/16) D. Kasatkina |
| 2023  |       | WTA 500                    |                             | 1er tour (1/64) L. Tsurenko  | 2e tour (1/32) K. Muchová | 1er tour (1/64) R. Marino  |                            | 1er tour (1/32) K. Plíšková     | 1er tour (1/32) A. Kalinina  | 1er tour (1/32) L. Tsurenko  |  |                             |
| 2024  |       | 2e tour (1/16) E. Rybakina | 1er tour (1/32) A. Potapova | 1er tour (1/64) C. Wozniacki | 2e tour (1/16) J. Pegula  | 1er tour (1/64) V. Jiménez | 1er tour (1/64) M. Linette |                                 |                              |                              |  |                             |
| 2025  |       |                            |                             |                              |                           |                            |                            | 4e tour (1/8) J. Bouzas Maneiro | 1er tour (1/64) L. Bronzetti |                              |  |                             |

Sous le résultat, l’ultime adversaire.
1. 1 2   Les tournois de Doha et Dubaï alternent le statut de tournoi WTA 1000 (ex Premier 5) entre 2009 et 2023 : les trois premières éditions ont lieu à Dubaï, les trois suivantes à Doha, puis Dubaï accueille le tournoi de cette catégorie les années impaires et Dubaï les années paires. De 2011 à 2023, la ville qui n’accueille pas de WTA 1000 organise à la place un tournoi WTA 500 (ex Premier).
2. 1 2 3 4 5 6 7   L’ordre de déroulement des tournois a évolué depuis 2009 : Rome se dispute avant Madrid et Cincinnati avant Montréal/Toronto jusqu’en 2010, tandis que Tokyo (2009-2013)-Wuhan (2014-2019, 2024-)-Guadalajara (2022-2023) ont lieu avant Pékin jusqu’en 2023.
3. ↑  Le 1er décembre 2021, le président de la WTA, Steve Simon, annonce que tous les tournois prévus en Chine et à Hong Kong sont suspendus à partir de 2022, en raison de préoccupations concernant la sécurité et le bien-être de la joueuse de tennis chinoise Peng Shuai après ses allégations de relations sexuelles non-consenties avec Zhang Gaoli, membre de haut rang du Parti communiste chinois. Le tournoi de Pékin revient en 2023. Le tournoi de Guadalajara remplace celui de Wuhan pendant deux ans, ce dernier réapparaissant en 2024.

## Records et statistiques

### Victoire sur le top 10
| Légende         |
| Grand Chelem    |
| Jeux olympiques |
| Masters         |
| WTA 1000        |
| WTA 500         |
| WTA 250         |
| Fed Cup         |

|   |       |  | Tournoi          | Année | Surface |  | Adversaire    | Rang | Tour | Score          | Tableau |
| - | ----- |  | ---------------- | ----- | ------- |  | ------------- | ---- | ---- | -------------- | ------- |
| 1 | no 87 |  | Open d'Australie | 2023  | Dur     |  | María Sákkari | no 6 | 1/16 | 7-63, 1-6, 6-4 | Tableau |

## Classements WTA en fin de saison
| Année          | 2010 | 2011 | 2012 | 2013 | 2014 | 2015 | 2016 | 2017 | 2018 | 2019 | 2020 | 2021 | 2022 | 2023 | 2024 |
| Rang en simple | 642  | 601  | 567  | 580  | 139  | 173  | 135  | 104  | 114  | 71   | 91   | 140  | 62   | 36   | 122  |
| Rang en double | 889  | 696  | 704  | 955  | 302  | 231  | 122  | 174  | 539  | 125  | 118  | 319  | 109  | 122  | 237  |

Source : (en) Classements de Zhu Lin (tennis) sur le site officiel de la Fédération internationale de tennis